# Alfred Zimmermann (Politiker, 1889)
Alfred Zimmermann (* 26. Februar 1889 in Lichtental; † 22. Oktober 1949 in Koblenz) war ein deutscher Politiker (CDP/CDU).
Zimmermann war Verleger und Druckereibesitzer. Er war 1946 einer der Mitbegründer der CDP (später CDU) in Boppard. Ab 1946 war er Mitglied des Kreistags und des Kreisausschusses. Für die CDU war er 1946/47 Mitglied der Beratenden Landesversammlung.